# Chrosiothes episinoides
Chrosiothes episinoides är en spindelart som först beskrevs av Claude Lévi 1963.  Chrosiothes episinoides ingår i släktet Chrosiothes och familjen klotspindlar. Inga underarter finns listade i Catalogue of Life.